# Selección femenina de rugby 7 de Estados Unidos
La selección femenina de rugby 7 de Estados Unidos es el equipo representativo de Estados Unidos en los torneos de la modalidad de 7 jugadoras.

## Uniforme
Al igual que otras selecciones estadounidenses, el seven femenino viste remera azul con vivos blancos y rojos. El uniforme secundario usa los mismos colores priorizando el blanco.

## Palmarés
- Serie Mundial: 
  - Seven de Francia: 2019
  - Seven de Estados Unidos: 2019
  - Seven de España: 2022-I
- RAN Sevens (3): 2005, 2006, 2015
- Seven de Los Ángeles (1): 2021
- Juegos Panamericanos (1): 2023

## Participación en copas

### Copa del Mundo
- Dubái 2009: 3.º puesto[1]
- Moscú 2013: 3.º puesto[2]
- San Francisco 2018: 4.º puesto
- Ciudad del Cabo 2022: 4º puesto

### Juegos Olímpicos
- Río 2016: 5.º puesto
- Tokio 2020: 6.º puesto
- París 2024: 3.º puesto

### Serie Mundial
- Serie Mundial 12-13: 4.º puesto (48 pts)[3]
- Serie Mundial 13-14: 7.º puesto (38 pts)[4]
- Serie Mundial 14-15: 5.º puesto (76 pts)
- Serie Mundial 15-16: 6.º puesto (46 pts)
- Serie Mundial 16-17: 6.º puesto (62 pts)
- Serie Mundial 17-18: 5.º puesto (56 pts)
- Serie Mundial 18-19: 2.º puesto (100 pts)
- Serie Mundial 19-20: 5.º puesto (66 pts)
- Serie Mundial 21-22: 6.º puesto (56 pts)
- Serie Mundial 22-23: 3º puesto (108 pts)
- SVNS 23-24: 5º puesto
- SVNS 24-25: 4º puesto

### Juegos Panamericanos
- Toronto 2015: 2.º puesto [5]
- Lima 2019: 2.º puesto
- Santiago 2023: 1.º puesto